# Odeya Rush

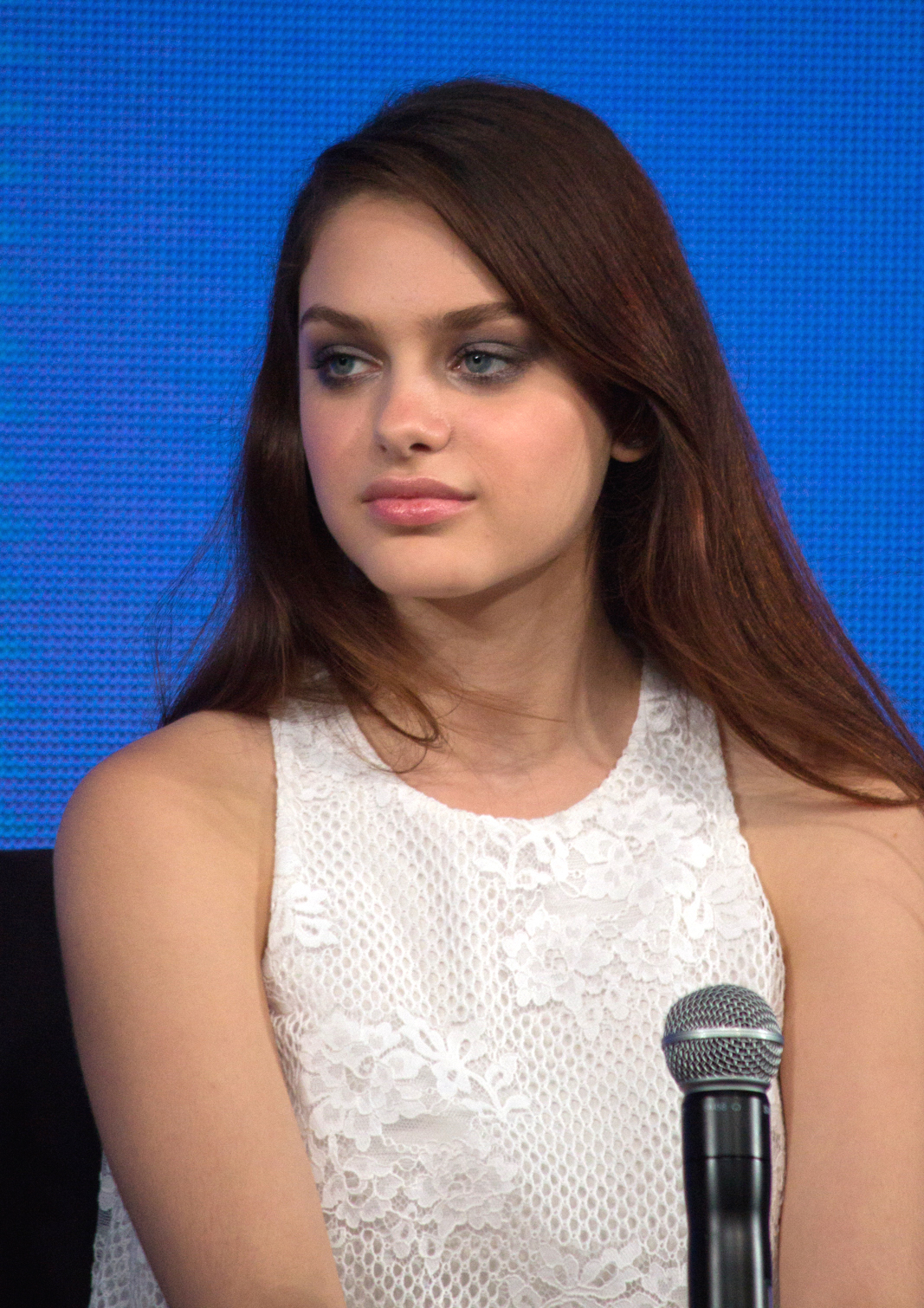
Odeya Rush (2014)

Odeya Rush (hebräisch אודיה רש‎; * 12. Mai 1997 in Haifa als Odeya Rushinek; hebräisch אודיה רושינק) ist eine israelische Schauspielerin. Bekannt wurde sie vor allem durch ihre Hauptrolle im Film Hüter der Erinnerung – The Giver aus dem Jahr 2014, die ihr den Preis als Fresh Effects Breakout Star bei den Teen Choice Awards 2014 einbrachte.

## Leben und Karriere
Rush wurde in Haifa (Israel) geboren. Der Name Odeya bedeutet „Gott sei Dank“ auf Hebräisch. Als sie neun Jahre alt war, zog ihre Familie in die USA, damit ihr Vater Shlomo in Alabama eine Stelle als Sicherheitsberater annehmen konnte. Rush ist Jüdin und besuchte die N.E. Miles Jewish Day School in Birmingham (Alabama). Später lebte sie in Midland Park (New Jersey) und besuchte dort die staatliche Schule. Anfang 2013 zog Rush mit ihrer Familie nach Los Angeles. Rush hat sechs Brüder, davon zwei Zwillinge.
Rush spielte in mehreren Kurzfilmen und Werbespots mit. Außerdem hatte sie Gastauftritte als Emily in der Fernsehserie Lass es, Larry! in der Folge Mister Softee und als Hannah Milner in Law & Order: Special Victims Unit in der Folge Branded. Sie spielte Joni Jerome, die beste Freundin von Timothy, im Disneyfilm Das wundersame Leben von Timothy Green unter der Regie von Peter Hedges.
Im Mai 2012 wurde bestätigt, dass Rush die Rolle der Mary in Mary, Mother of the Christ spielen würde. Die Produktionsleitung hat Joel Osteen.
Rush spielte als Fiona eine der beiden Hauptrollen im Science-Fiction-Film Hüter der Erinnerung – The Giver (2014). Dieser basiert auf dem gleichnamigen Roman von Lois Lowry und wurde von Phillip Noyce produziert. In weiteren Rollen sind Brenton Thwaites, Jeff Bridges, Meryl Streep, Katie Holmes, Alexander Skarsgård und Taylor Swift zu sehen.
Für die Literaturverfilmung von R. L. Stines populärer Kinderbuchreihe Gänsehaut stand Rush erneut als Hauptdarstellerin vor der Kamera. Die Handlung des Films orientiert sich unter anderem an dem Band Die Puppe mit dem starren Blick. Darin erwachen die gruseligen Buchcharaktere eines Schriftstellers (Jack Black) zum Leben. Regie führte Rob Letterman.

## Filmografie (Auswahl)
- 2010: Wild Birds (Kurzfilm)
- 2010: Law & Order: Special Victims Unit (Fernsehserie, Episode 12x06)
- 2011: Lass es, Larry! (Curb Your Enthusiasm, Fernsehserie, Episode 8x09)
- 2012: Das wundersame Leben von Timothy Green (The Odd Life of Timothy Green)
- 2013: We Are What We Are
- 2013: When the Devil Comes
- 2014: Hüter der Erinnerung – The Giver (The Giver)
- 2015: See You in Valhalla
- 2015: Gänsehaut (Goosebumps)
- 2016: Almost Friends
- 2017: Hunter's Prayer (The Hunter's Prayer)
- 2017: Lady Bird
- 2017: The Bachelors
- 2017: Dear Dictator (Coup d’Etat)
- 2018: Spinning Man – Im Dunkel deiner Seele (Spinning Man)
- 2018: Dumplin’
- 2019: Tage wie diese (Let It Snow)
- 2020: Pink Skies Ahead
- 2021: Baalat HaChalomot (Fernsehserie, 8 Episoden)
- 2022: Cha Cha Real Smooth
- 2022: Umma
- 2022: Rainbow Floor (Stimme von Kate)
- 2023: Dangerous Waters – Überleben ist alles (Dangerous Waters)